# Cucumis zeyheri
Cucumis zeyheri är en gurkväxtart som beskrevs av Otto Wilhelm Sonder. Cucumis zeyheri ingår i släktet gurkor, och familjen gurkväxter. Inga underarter finns listade i Catalogue of Life.